# 帕薩羅灣海戰
帕薩羅灣海戰（英語：Battle of Cape Passaro），又称阿沃拉之战（Battle of Avola）或锡拉库扎之战（Battle of Syracuse），是1718年8月11日发生的一场重大海战，由海军上将乔治·宾格爵士（Sir George Byng）率领的英国皇家海军舰队和海军少将安东尼奥·德·加斯塔涅塔（Antonio de Gaztañeta）率领的西班牙海军舰队交战。这场战斗发生在西班牙占领的西西里岛南端的帕萨罗角附近。西班牙和英国处于和平状态，但英国已经决定支持查理六世皇帝在意大利南部的野心。
这场战役是在没有正式宣战的情况下进行的，但一旦西班牙人向最近的英国船只开火，这就给了宾格进攻的借口。英国人在数量上占有优势。这场战役是四国同盟战争中最重要的海上行动，英国舰队取得了决定性的胜利，他们俘获或烧毁了16艘西班牙的战舰和护卫舰以及一些小型船只。一些西班牙船只在战斗中被夺走，一些被船员俘获或杀死，另一些逃到了西西里岛的海岸。卡斯塔涅塔和查孔都被俘。战斗导致西西里岛上的西班牙军队因此被孤立，他们被切断了与外界的联系。四个月后，四国同盟战争正式宣布爆发。

## 背景
1713年4月11日，西班牙王位继承战争结束后，法国与大不列颠王国、联合省、普鲁士王国、葡萄牙王国和萨伏伊公国之间签署了《乌得勒支条约》。这标志着西班牙帝国在欧洲的终结，因为西班牙荷兰、那不勒斯王国、米兰公国和撒丁岛被割让给了奥地利，西西里王国被割让给了萨伏伊，格尔德兰被割让给了普鲁士王国，而梅诺卡岛和直布罗陀被割让给了英国。法国成功地将自己王室的一位国王送上了邻国的宝座，但路易十四在战争中表现出来的野心却被遏制住了，主要由英国主导的权力平衡为基础的欧洲体系得以保留。
英国以牺牲法国和西班牙的利益为代价，加强了其海军力量。地中海的直布罗陀和马翁港以及北美的新斯科舍和纽芬兰殖民地被证明对扩大和保护英国的贸易非常有用。 相比之下，西班牙海军已经落后，许多船只需要改装。 西班牙国王腓力下令在美洲和西班牙的造船厂开始更多的造船工作。来自帕尔马公国的主要政治人物朱利奥·阿尔贝罗尼红衣主教着手重组皇家行政机构。阿尔贝罗尼曾向腓力承诺，如果有五年的和平，他将使西班牙处于可以收复西西里和那不勒斯的有利地位。阿尔贝罗尼甚至愿意帮助腓力五世推翻法国摄政王奥尔良的腓力，并疏远该国，以便向英国提供贸易利益，目的是孤立奥地利。
英国国王乔治一世，同时也是汉诺威选帝侯，感到阿尔贝罗尼的威胁，认为他将破坏皇帝查理六世的权力。阿尔贝罗尼听说后撤回了所有要求。这一点，加上菲利普对法国王位的要求，使英国和法国开始反对西班牙。[9]这两个国家在一年前与联合省共同组成了所谓的三国联盟，以维持欧洲大陆的权力平衡。与此同时，奥地利和西班牙在西西里岛问题上也陷入了僵局。英国的政治家们倾向于将该岛割让给他们以前的盟友，而不是西班牙。在奥尔良的菲利普的软弱下，法国同意了，并建议修改《乌得勒支条约》，迫使萨沃伊的维克多-阿马德乌斯二世用西西里岛换取撒丁岛。然而，根据皇帝的命令，西班牙大审讯官何塞·莫利斯在米兰被拘留，这给西班牙提供了在意大利发起军事行动的借口。

## 序幕
1717年7月22日，一支庞大的西班牙舰队从巴塞罗那起航，由佛兰德贵族让·弗朗索瓦·德·贝特中将（Lede侯爵）率领军队。这支部队随后占领了撒丁岛。同时，为了避免战争，奥地利、西班牙和法国之间进行了谈判。英国和法国的特使同时向腓力五世许诺了交给西班牙帕尔马公国和托斯卡纳公国，并放弃查理六世对西班牙王位的要求，只要腓力放弃西西里岛并接受撒丁岛。鉴于阿尔贝罗尼的反对意见，甚至连直布罗陀也被提出来许诺交给西班牙。而红衣主教正在通过与俄国和瑞典结盟来加强西班牙在欧洲的地位，最终目的是让斯图亚特家族恢复英国王位。

### 宾格被派往地中海
在1718年的最初几个月里，大量的英国皇家海军舰艇开始服役和整修；这让西班牙大使蒙特隆侯爵感到震惊。乔治·宾格海军上将，一个有着长期经验的海军军官，在3月24日被任命为地中海总司令。他一到那里就通知西班牙国王、那不勒斯总督（当时是维里希·菲利普·冯·道恩伯爵，Wirich Philipp von Daun）和米兰总督（洛温斯坦·沃特海姆的马克西米利安·卡尔亲王，the Prince Maximilian Karl of Löwenstein–Wertheim），他被派来解决西班牙和奥地利之间的分歧。
6月15日，宾格带着一支由20艘战舰、两艘火船、两艘炸弹船、一艘补给船、一艘医院船和两艘拖船组成的舰队从斯皮特海德出发。6月30日，他抵达加的斯，并致函英国驻马德里大使威廉·斯坦霍普，告知菲利普五世英国舰队的存在。阿尔贝罗尼写信给宾格，如果他攻击西班牙舰队，他就要准备接受一场耻辱性的失败。斯坦霍普回答说，英国只是作为一个调停者行事。九天后，阿尔贝罗尼写信给斯坦霍普说，宾格将执行其君主的命令。
7月8日，英国舰队在斯帕特尔角附近与两艘带着西班牙舰队于6月18日离开巴塞罗那的消息的船只会合。英国皇家海军副司令查尔斯·康沃尔带着由直布罗陀的两艘船组成的小分队--阿吉尔号和查尔斯·加利号——加入了宾格。7月23日，宾格在马翁港附近停泊，在增援那里的驻军时被告知，6月30日在那不勒斯附近看到了西班牙舰队。两天后，英国舰队起航，于8月1日抵达那不勒斯湾。

### 西班牙入侵西西里岛
6月18日，一支西班牙远征军从巴塞罗那出发，由安东尼奥·德·加斯塔涅塔海军上将和西班牙海军总军需官何塞·帕蒂诺·罗萨莱斯指挥的12艘风帆战列舰、17艘巡防舰、7艘桨帆船、2艘火船和2艘炸弹船，以及276艘运输船和123艘塔尔塔纳。这支舰队载有36,000名步兵和8,000骑兵，以及大炮、补给和弹药，再次由莱德侯爵指挥。 他们的目标是西西里岛。 6月30日，西班牙舰队在6月25日至27日期间在卡利亚里湾登上了增援部队，来到了巴勒莫市的眼前。一个月后，除了墨西拿和几个沿海要塞外，该岛大部分地区在几乎没有抵抗的情况下落入西班牙人之手。
由于萨伏伊的维克托·阿马德乌斯二世同意向皇帝交出西西里，那不勒斯的奥地利总督维里希·菲利普·冯·道恩要求宾格将韦策尔将军（General Wetzel）领导的2000名德国步兵运送到墨西拿城堡。宾格同意了，并于8月6日从那不勒斯启程，当时西班牙舰队正在帕拉迪索附近停泊。
宾格还提议在西西里岛 "停战 "两个月，但莱德侯爵拒绝了。由于这一提议被拒绝，宾格别无选择，只能帮助帝国主义者和萨伏伊人抵御西班牙的进攻。英国舰队抵达墨西拿，但在8月8日被一艘驶向法罗角的法鲁卡小舟（felucca）发现。马里侯爵警告加斯塔涅塔和帕蒂诺，西班牙舰队的实力不如人，出生于爱尔兰的中队长乔治·卡莫克（Squadron Chief George Cammock），一位前英国皇家海军的军官，提议舰队在帕拉迪索锚地停泊，那里可以用岸上的炮台协助。 卡莫克认为，这种防御位置对西班牙船只有利，因为法罗河的强大水流会将宾格抛向他们，从而避免了英军令人担心的远程炮击。然而，由于阿尔贝罗尼的信件，加斯塔涅塔和帕蒂尼奥对宾格的和平意图充满信心，他们决定驶向马耳他，与巴尔塔萨·德·格瓦拉会合。

## 战斗

### 打击西班牙舰队的后方
西班牙舰队无序地从法罗角驶出。加兹塔涅塔没有采取任何防御措施，只是留下了两艘护卫舰在远处跟踪英国舰队。当宾格在法罗角附近站住脚时，两艘船都被发现了。同时，来自卡拉布里亚海岸的一艘法鲁卡小舟通知英国海军上将说，已经看到西班牙舰队从山丘上驶来。宾格在他的两艘船的护送下，将他们运送的德意志部队派往雷焦，同时他前往法罗点，并在前面派出侦察船。中午时分，他们发现了西班牙舰队，它们被拉成了一条战线：27艘战舰和巡防舰、2艘火船、4艘炸弹船、7艘桨帆船和其他几艘军舰。西班牙人对这次战斗的描述是：8月10日上午，西班牙船只在英国船只靠近时向其敬礼，因此没有表现出任何交战的迹象。夜晚，天气晴朗；风小，有时风平浪静。 第二天早上，西班牙舰队被分散了，船只被分成三个大队，彼此分开。加斯塔涅塔当时试图用大帆船拖住他的战舰形成战线，但没有时间了。
指挥西班牙后方的马里侯爵手下有各种战舰：埃尔雷亚尔号、圣伊西德罗号、蒂格雷号、南特的阿吉拉号护卫舰、两艘炸弹船、一艘火船和一些补给船，此外还有桨帆船船队。马利（Esteban de Mari, Marquis of Mari）落在后面，靠近阿沃拉附近的海岸。英国船只离他们很近，宾格派遣坎特伯雷号的乔治·沃尔顿上尉带着另外五艘船去追赶他们。HMS Argyll在德-马里的El Real号附近开了两次火，而Canterbury又开火三轮。然后，马利的船进行了还击，战斗随之展开，英国人处于优势地位。侯爵的船被英国人的炮火严重摧残，只好撤到岸上，后来放火烧船以避免船只被俘。他自己的船有50人伤亡，索具被严重损坏，后来她搁浅了，她的船员们逃到了内陆，但该船被她的英国人重新打捞起来。两艘西班牙巡防舰被完全烧毁；它们的船员也弃船了。米格尔·德·萨达（Miguel de Sada）船长领导的索普雷萨号（Sorpresa）是唯一一艘还有战斗力的船只，但在遭受严重破坏和伤亡后被迫投降。其他西班牙船只在短暂的交战后降下了自己的旗帜（Striking the colors）投降，随后英国人占领了它们。

### 打击西班牙舰队的中部

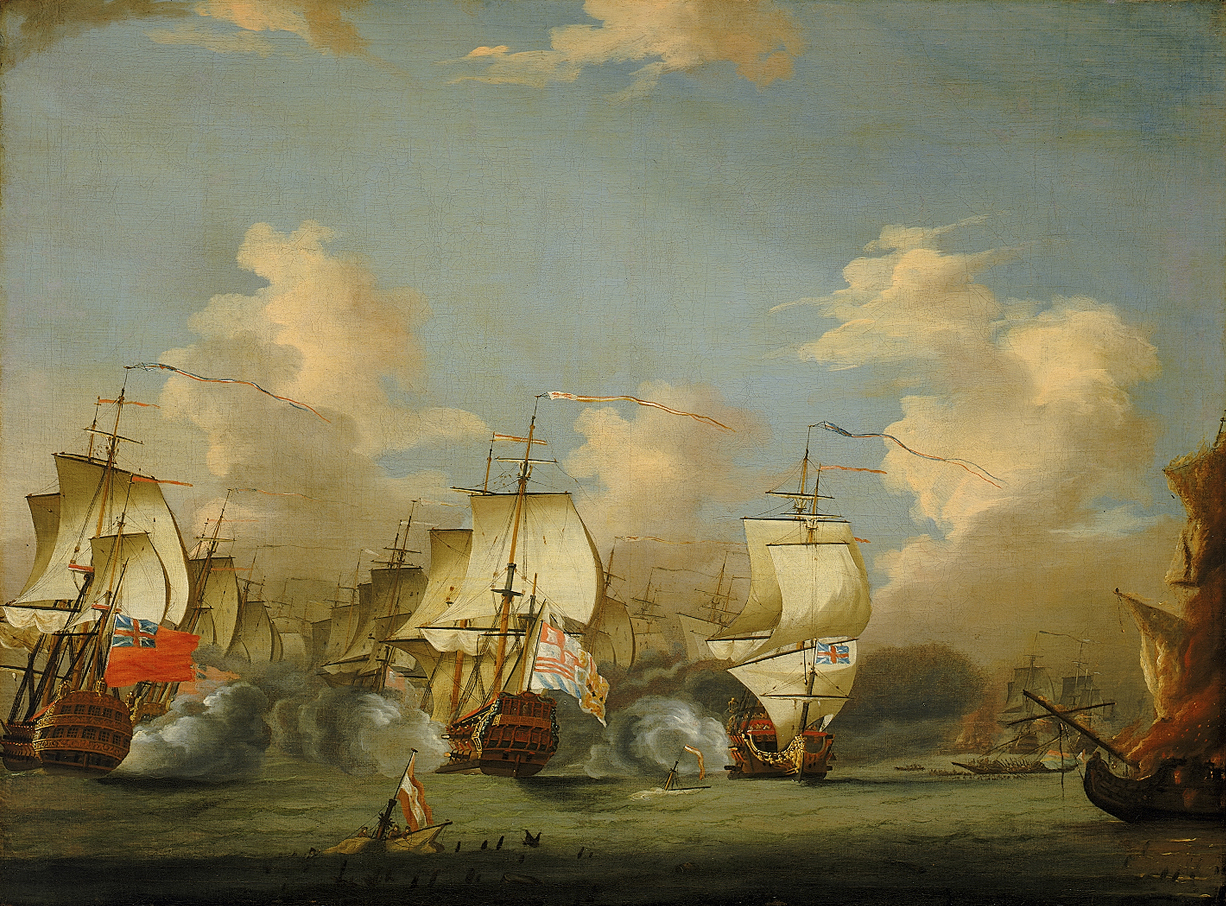
西班牙旗舰圣菲利普及两侧的英国船只，可能是超级号和肯特号--由Isaac Sailmaker绘画

由于西班牙的后方现在与主力舰队分离，宾格将他的大部分船只用于追击加斯塔涅塔的舰队，后者继续向帕萨罗角前进。西班牙海军司令有六艘战舰和四艘护卫舰，但没有成功地形成战线。牛津号和格拉夫顿号是最早与加兹塔涅塔中部交战的两艘英国战舰。上午10点，当他们接近时，混乱中的西班牙船只开火了。这两艘英国战舰进行了还击，因为宾格命令他们在西班牙人再次开火之前不要开火。牛津号在远处的其他英国战舰的支持下，对拥有64门炮的圣罗莎号进行了猛烈的炮击，并将其击沉。拥有60门炮的圣卡洛斯号向托马斯·马修斯上尉的肯特号还以颜色，但没有有什么抵抗效果。与此同时，尼古拉斯·阿道克船长的格拉夫顿号与布雷达号和船长号一起与阿斯图里亚斯号（原坎伯兰号）对射。阿斯图里亚斯号几乎被格拉夫顿打得支离破碎，她的大部分船员都被打死或打伤，包括被碎片打伤脸部的船长查孔。该舰向布雷达号和上尉号投降，而格拉夫顿则转而与他右舷的另一艘拥有60门炮的西班牙船只交战。
下午1点，加斯塔涅塔的旗舰，74号炮的 "圣菲利普 "号受到肯特的攻击，不久又受到 "超级 "号的攻击，她受到了两轮炮弹的攻击。西班牙海军上将的战舰在其他三艘战舰的支援下，与宾格的七艘战舰和一艘火船之间进行了长达两小时的交锋。 加兹塔涅塔号抵挡住了他的追兵，直到肯特号在他的船尾下发射了一轮宽舷炮，倒在了背风处，而超级号也同时倒在了他的风向标上。圣菲利普号只能用后炮还击，它最终被炸毁了，船体也被严重破坏，但加兹塔涅塔号不愿投降。宾格的巴弗勒尔号靠近了圣菲利普，宾格要求加兹塔涅塔号打出他的颜色，否则宾格将派遣他的一艘火船去攻击圣菲利普。英国人进行了反击，他中了一枪，打穿了他的左腿，伤了他的右脚跟。安东尼奥-埃斯库德罗（Antonio Escudero）船长指挥的瓦兰特号试图解救圣费利佩号，它紧靠着圣费利佩号，目的是吸引一些英国人的炮火。 圣菲利普号有200人失去战斗力，其中包括被炮弹炸成两半的水手的碎骨击中的旗手佩德罗·德克斯波依斯，他也投降了。 在加斯塔涅塔船队的其余船只中，朱诺号在经过三个小时的战斗后被埃塞克斯号俘获。

### 格瓦拉的抵达和撤退
在几乎完全的黑暗中，加斯塔涅塔的圣费利佩号降旗投降。巴尔塔萨·德·格瓦拉在圣路易斯号上与另一艘战舰一起进入了西班牙旗舰的视线，后者已经被炮声惊动。格瓦拉的两艘船迎风而下，与宾格的 "巴弗勒 "号交锋。得知圣菲利普号已经投降后，格瓦拉迎风而上，致力于收拢仍在战斗的少数西班牙船只。加布里埃尔-阿尔德雷特（Gabriel Alderete）船长领导的护卫舰佩拉号（Perla）被解救出来，并从三艘英舰追击中逃脱。他们与另一艘巡防舰 "圣胡安·奇科 "号一起离开了战场，向马耳他驶去。宾格追了他们一段时间，但鉴于天色渐暗，风势不大，他决定与他的舰队一起留下。乔治·卡莫克承认了自己的失败，带着他的旗舰 "圣费尔南多 "号和一艘护卫舰驶向威尼斯的科孚岛。
弗朗西斯科·格里莫的七艘桨帆船，利用有利的风向退到了巴勒莫。侥幸逃脱的船只除了桨帆船外，还有四艘战舰、九艘巡防舰、一艘炸弹船和平塔多的一艘船。 64门炮的圣伊莎贝尔号在安德烈-雷吉奥船长的带领下被追击了一整夜，第二天早上向乔治·德拉瓦尔少将投降。 相比之下，英国人受到的损失很小，死伤不超过500人。在宾格的舰队中，受损最严重的是格拉夫顿号；但它曾与几艘西班牙船只交战并使其丧失战斗力。在接下来的几天里，皇家海军的船只进行了必要的修理，主要是在帆装方面，以及与所获战利品有关的修整。8月18日，宾格收到了沃尔顿上尉的一封信：
先生，我们已经夺取并摧毁了所有在海岸上的西班牙船只，其数量如图所示。——乔治·沃尔顿上尉，坎特伯雷，锡拉库扎附近，1718年8月16日，Canterbury, off Syracuse, August 16, 1718.

### 战役结束
据沃尔顿自己说，他成功地俘获了四艘战舰、一艘炸弹船和一艘补给船，此外还烧毁了另外四艘战舰。在修复了他的受损船只之后，宾格进入了锡拉库扎港，当时该港由马菲伯爵领导的萨伏伊军队控制，并被西班牙军队封锁。宾格从那里派出了五艘被俘的西班牙战舰和四艘西班牙巡防舰，在重兵护卫下前往马翁港。他的一艘船，加兹塔涅塔的 "圣费利佩 "号，意外起火并炸毁了大部分船员；160名英国人和50名西班牙人。根据西班牙人的说法，在这次行动后不久，英国舰队的一名船长以宾格的名义向莱德侯爵提出申诉，称是西班牙人先开火的。加兹塔涅塔及其军官在宣誓四个月内不拿起武器对抗哈布斯堡军队之后，被送上了一艘法鲁卡小舟，送往奥古斯塔。在被俘的西班牙人中，有2600名伤病员也被释放了。在逃往马耳他的西班牙船只中，里瓦罗尔斯侯爵手下的西西里桨帆船仍停泊在那里。赫斯皮塔勒骑士团（Knights Hospitaller）的大团长，加泰罗尼亚人拉蒙·佩雷洛斯·罗卡福尔是哈布斯堡家族的同情者，拒绝西班牙人进入。

## 后续影响
在实现了摧毁或俘获西班牙舰队的大部分目标后，宾格在马耳他停泊。他决心投入全部力量解除墨西拿的围困，但令他吃惊的是，尽管德意志援军突破了堡垒，安多诺侯爵还是在9月29日投降了。随后，莱德侯爵占据了整个西西里岛，只有锡拉库扎、梅拉佐和特拉帕尼等城镇在接下来的几个月里还被相当多的萨沃亚人驻军占据。宾格从他的战舰中抽出四艘，以消灭卡莫克幸存的战舰并封锁西班牙军队。在奥古斯塔港，英国人袭击了一个小型船队，迫使西班牙人烧毁了一艘炸弹船和一艘火船。在巴勒莫附近，格拉夫顿号捕获了两艘热那亚船只，这两艘船从朗贡港出发，带着瑞士雇佣兵的队伍、军火和火药。第三艘船在伦诺克斯号（HMS Lennox）靠近哥尔夫堡（Castellammare del Golfo）时搁浅，并被烧毁，但其船员设法登陆了240人、700支燧发枪和一些火药。
由于宾格的攻击几乎摧毁了西班牙在帕萨罗角的舰队，西班牙在西西里岛的局势在战后的几个月里大大恶化。他们的军队在岛上被孤立，所以陆军部通知莱德，他们不能派遣军队或物资。阿尔贝罗尼感到对他的打击非常严重，他禁止传播任何关于远征的信息，并对英国采取措施，尽管他没有立即宣战，但他要求蒙特莱昂大使离开伦敦，并下令向私掠者发出私掠许可证，扣押西班牙港口的所有英国船只和货物。在这项行动中，巴尔塔萨·德·格维拉带着他为数不多的幸存船只进入加的斯港，发挥了重要作用。与此同时，宾格派他的长子前往英国，带来了关于这场战斗的完整报告。11月，他在那不勒斯时，收到了查理六世皇帝亲自写的信：
海军上将乔治·宾格爵士。

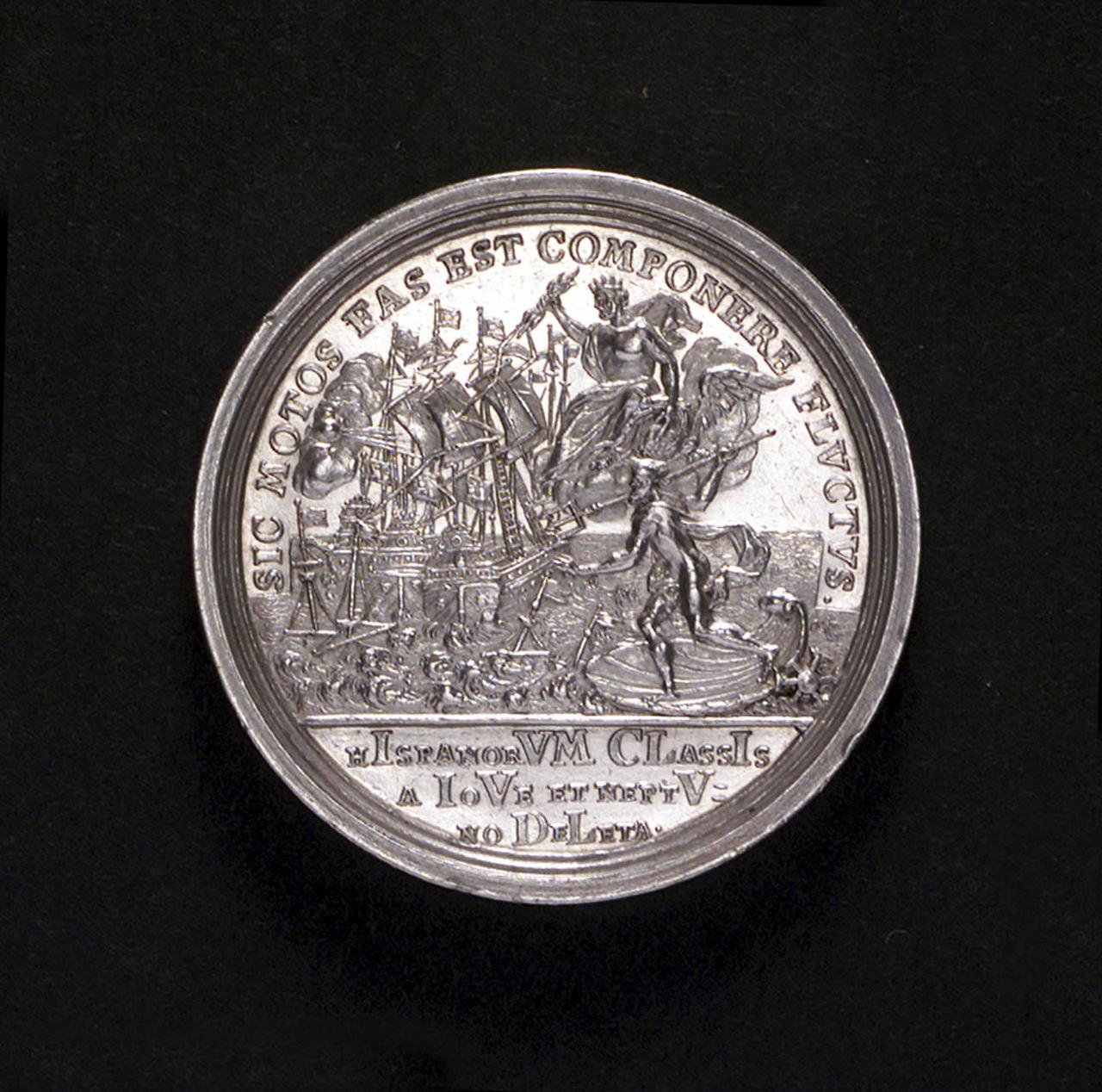
纪念1718年战役的勋章——西班牙舰队被朱庇特和海王星摧毁 二神象征着皇帝（查理六世）和国王（乔治一世）

我怀着极大的喜悦和满意的心情，收到了你8月18日的信。当我知道你被国王任命为他在地中海的舰队司令时，我对这一情况抱有可以想象的最大希望。然而，你所取得的辉煌成就还是超出了我的预期。在这个场合，你们对自己的勇气、行动和对共同事业的忠诚给予了非常卓越的证明：你们由此获得了极大的荣耀，我的感激之情却丝毫不减，汉密尔顿伯爵会充分告诉你们。你可以永远依靠我对你的感激和爱戴：愿上帝永远保佑你。—— 查理六世，神圣罗马帝国皇帝，维也纳，1718年10月22日。
12月26日，英国向西班牙宣战，法国也很快于次年1月9日宣战。尽管事态发展不利，阿尔贝罗尼甚至比一开始更不愿意接受四国同盟提出的条件。为了扭转战局，阿尔贝罗尼开始在加的斯和科伦纳收集军备和船只，准备远征英国本身。他寻求与瑞典国王查理十二世结盟，他获得了詹姆斯党王位觊觎者詹姆斯·弗朗西斯·爱德华·斯图尔特的支持。他的计划是由英国变节者詹姆斯·巴特勒（James Butler）（第二代奥蒙德公爵）带领5000人入侵英格兰西部。为了阻止瑞典的参与，英国向波罗的海派遣了一支由约翰-诺里斯率领的10艘战舰组成的舰队。瑞典的战舰仍留在其港口，没有进行海军行动。此外，12月11日查理十二世在弗雷德里克斯滕围城战中被炮弹打死，西班牙失去了其唯一潜在盟友。 阿尔贝罗尼决定继续这一计划，并将前往英格兰的舰队的指挥权交给了巴尔塔萨·德·格瓦拉。在菲尼斯特雷角附近，远征军在一场漫长而猛烈的风暴中被打散，几艘船被击沉，舰队被打散。三艘护卫舰和五艘运输船带着部队抵达苏格兰，并让大约400人上岸，但他们很快在格伦希尔战役中被打败。